# Умбой
Умбой (англ. Umboi Island), также называется Сиасси и Рук — вулканический остров в Тихом океане у северного берега государства Папуа — Новой Гвинеи. Расположен между островами Новая Гвинея (от которого отделён проливом Витязь) и Новая Британия (от которого отделён проливом Дампир). Административно входит в состав провинции Моробе региона Момасе.
Древний вулканический массив, представленный островом эллиптической формы, размерами 49 на 27 км. В северо-западной части острова находится группа потухших вулканов, в центре которой — конус Тало — базальтовый стратовулкан, высотой 1390 м (по другим данным — 1548 м) и два кратера, заполненные озёрами — Соал и Барик. У их подножия — многочисленные горячие источники. Остров предположительно возник в эпоху голоцена. Площадь острова 930,2 км².
У юго-восточного побережья острова расположены 18 малых островов, из которых обитаемы только семь. Жители этих островов занимаются традиционной бартерной торговлей, доставляя по морю свиней, горшки, деревянные миски на своих каноэ.